# シセルウェニ地方
シセルウェニ地方（シセルウェニちほう、Shiselweni Region）は、エスワティニの南西部にある地方の1つである。人口は、204,111人（2017年国勢調査）で、面積は3,779km2である。地方の中心地はンランガーノ(Nhlangano)である。

## 隣接行政区画
北東部でルボンボ地方と、北西部でマンジニ地方と接している。
- 西： ムプマランガ州
- 南： クワズール・ナタール州

## 郡
シセルウェニ地方は15の郡（Inkhundla（単数形）、Tinkhundla（複数形））に区分される。人口値は2007年国勢調査。
1. ゲゲ（英語版）（Gege） - 558.50km2、18,196人
2. ホセア（英語版）（Hosea） - 275.24km2、19,608人
3. クブタ（英語版）（Kubuta） - 228.90km2、6,922人
4. ラブミサ（Lavumisa） - 326.96km2、5,457人
5. Maseyisini（ンランガーノ） - 214.65km2、27,967人
6. Matsanjeni South - 416.36km2、16,238人
7. Mtsambama - 261.92km2、18,900人
8. Ngudzeni - 125.05km2、8,056人
9. Nkwene - 271.17km2、7,167人
10. Sandleni - 180.44km2、13,210人
11. 第一シセルウェニ郡（英語版）（Shiselweni I） - 220.02km2、12,823人。単にシセルウェニ郡とも。
12. 第二シセルウェニ郡（英語版）（Shiselweni II） - 303.10km2、26,067人。Mbangweniとも呼ばれる。
13. Sigwe - 193.05km2、11,776人
14. Zombodze - 211.35km2、16,067人
15. Mashayekhatsi（2018年1月設置[6]）